# ハーディ＝リトルウッドの極大函数
数学において、局所可積分函数 f: Rd → Cのハーディ＝リトルウッドの極大函数（ハーディ＝リトルウッドのきょくだいかんすう、英: Hardy–Littlewood maximal function）Mf とは、各点 x ∈ Rd を中心とする球上で f が取り得る最大の平均値 を与える関数である。すなわち、
{\displaystyle Mf(x)=\sup _{r>0}{\frac {1}{|B(x,r)|}}\int _{B(x,r)}|f(y)|\,dy}
として定義される。ここで B(x, r) は x を中心とする半径 r の球を表し、|E| は E ⊂ Rd の d-次元ルベーグ測度を表す。fに対してMfを対応させる作用素は、実解析および調和解析の分野で用いられるある重要な非線形作用素である。
この平均値は 2 変数 x と r について連続であるため、r > 0 についての上限である極大函数 Mf は可測である。Mf がほとんど至る所有限であるかは明らかではない。これはハーディ＝リトルウッドの極大不等式の系である。

## ハーディ＝リトルウッドの極大不等式
G. H. Hardy と J. E. Littlewood の定理では、p > 1 に対して M は、Lp(Rd) からそれ自身への劣線形作用素として有界であることが示されている。すなわち、f ∈ Lp(Rd) であるなら、極大函数 Mf は弱 L1-有界で、Mf ∈ Lp(Rd) である。定理の詳細を述べる前に、簡単のため、集合 {x | f(x) > t} を以下では {f > t} と表すことにする。今、次が成り立つ。
定理（弱いタイプの評価） d ≥ 1 と f ∈ L1(Rd) に対し、ある定数 Cd > 0 が存在して、次の不等式が任意の λ > 0 について成り立つ：
{\displaystyle \left|\{Mf>\lambda \}\right|<{\frac {C_{d}}{\lambda }}\Vert f\Vert _{L^{1}(\mathbf {R} ^{d})}.}

このハーディ＝リトルウッドの極大不等式を元に、マルチンケーヴィッチの補間定理の直接的な帰結として、次の「強いタイプ」の評価が得られる：
定理（強いタイプの評価） d ≥ 1, 1 < p ≤ ∞ および f ∈ Lp(Rd) に対し、ある定数 Cp,d > 0 が存在して次が成り立つ。
{\displaystyle \Vert Mf\Vert _{L^{p}(\mathbf {R} ^{d})}\leq C_{p,d}\Vert f\Vert _{L^{p}(\mathbf {R} ^{d})}.}

この強いタイプの評価において最良の Cp,d は知られていない。しかし、Elias M. Stein は回転のカルデロン＝ジグムント法を利用して、次を証明した。
定理（次元独立性） 1 < p ≤ ∞ に対し、d に独立して Cp,d = Cp を取ることが出来る。